# Betula medwediewii
Betula medwediewii är en björkväxtart som beskrevs av Eduard August von Regel. Betula medwediewii ingår i björkssläktet som ingår i familjen björkväxter. Inga underarter finns listade.

## Bilder

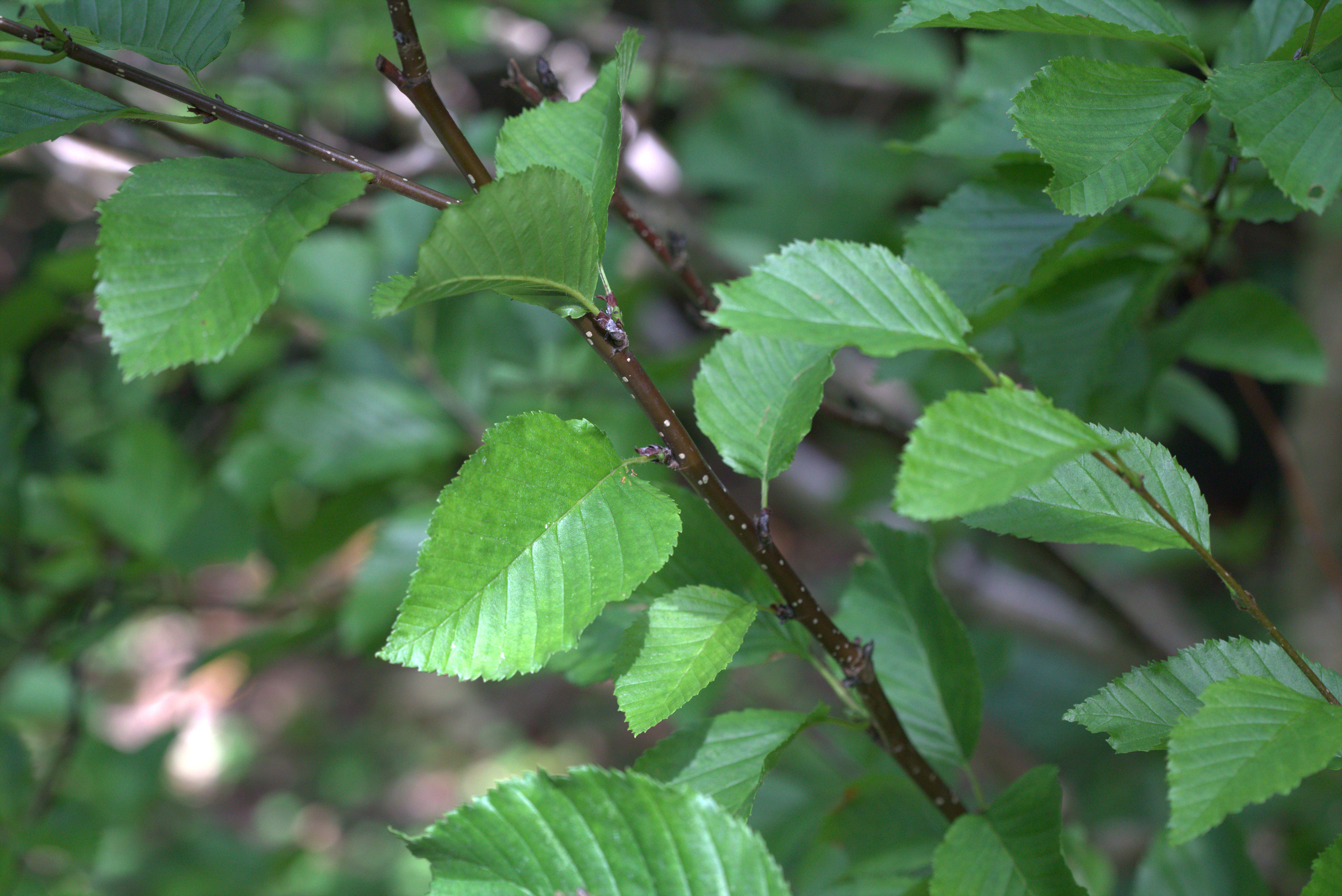
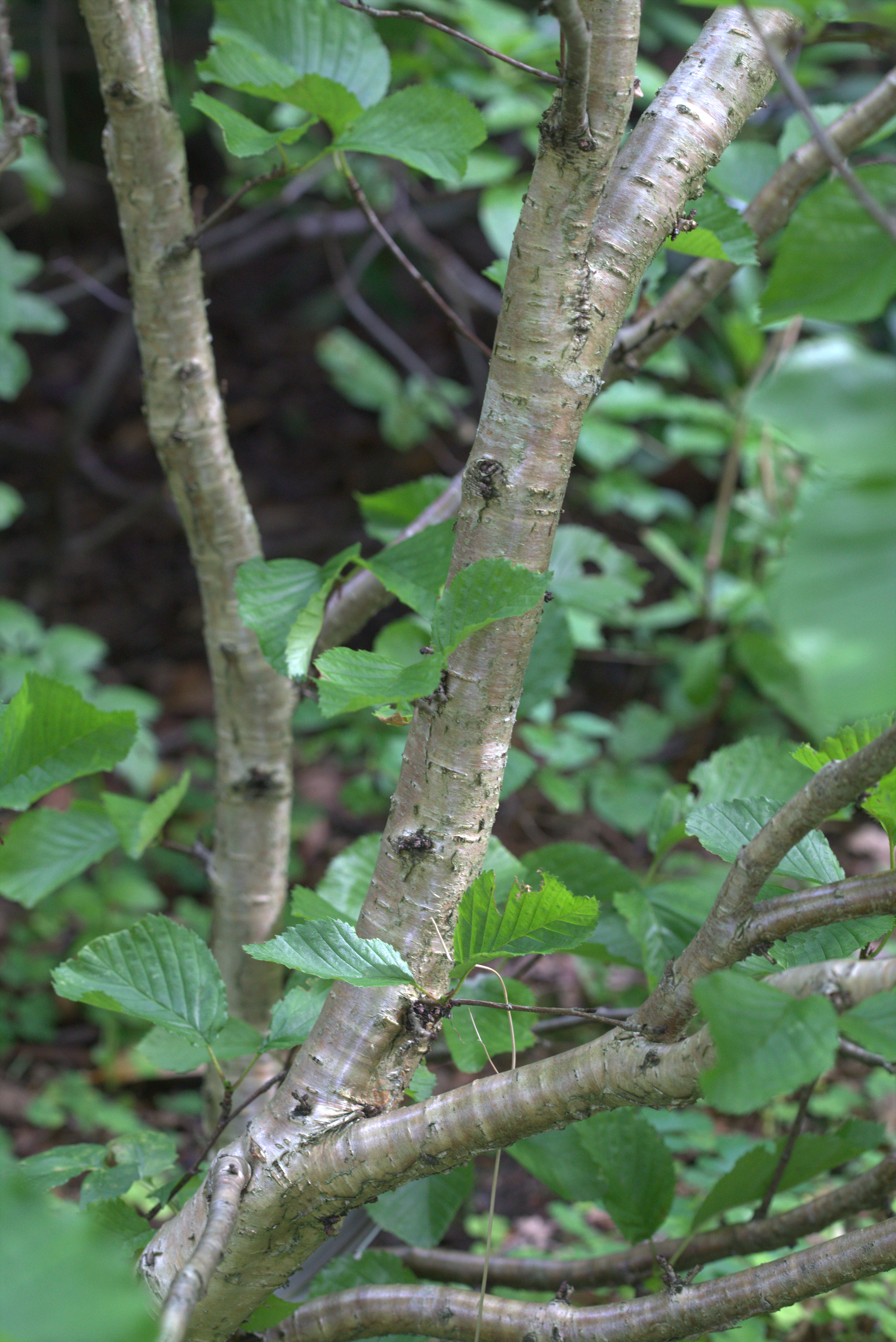